# Winston-Salem
Pour les articles homonymes, voir Winston et Salem.
Winston-Salem est une ville de Caroline du Nord, aux États-Unis d'Amérique, située dans le nord de l'État et à l’ouest de la capitale, Raleigh. C'est le siège du comté de Forsyth et la quatrième plus grande ville de l’État de la Caroline du Nord. Avec Greensboro et High Point, elle forme une conurbation appelée Piedmont Triad. Winston-Salem porte le surnom de « Ville jumelle » (Twin City en anglais). En 2008, la ville comptait 227 834 habitants, ce qui en faisait la 107e plus grande ville du pays.
Selon les estimations de 2007, la région urbaine incluant Greensboro et High Point (Triade de Piedmont) comptait 1 535 926 habitants.
Le Old Salem et l'emplacement historique de Bethabara sont les attractions historiques les plus anciennes de la ville. Le Reynolda Village (qui inclut le Reynolda Gardens et le Reynolda House Museum of American Art) est aussi un intérêt historique important dans la ville. Les autres sites important sont Horne Creek Historic Farm, Tanglewood Park, SciWorks, et le Southeastern Center for Contemporary Art.

## Histoire

### Salem
L'origine de la ville de Salem remonte à janvier 1753, quand l'évêque August Gottlieb Spangenberg, de l'Église morave, a choisi une colonie qu'il a appelé "Muddy Creek du Wachau". Plus tard, la terre d'une surface de 400 km2 a été achetée par John Carteret, le comte Granville.
Le 17 novembre 1753, les premiers colons sont arrivés à ce qui deviendrait plus tard la ville de Bethabara. Cette ville, en dépit de sa croissance rapide, n'a pas été conçue pour être la colonie principale de la région. Alors, les conseils du comte ont été approuvés pour la construction d'une nouvelle ville. La ville s'établit sous le nom de Salem (le nom provient de l'arabe Salam, « paix ») en 1766.

### Winston
En 1849, la ville de Winston a été fondée, appelé du nom d'un héros de la guerre d'indépendance, Joseph Winston, qui était bien connu à Salem. Peu de temps après, Winston et Salem ont été incorporés au comté de Forsyth. Winston a prospéré comme ville industrielle, produisant des cigarettes, des meubles et du textiles. En 1851, Winston a été nommé comme le siège du comté, et, avec des plans pour relier les villes de Winston et de Salem.

### Winston-Salem
En 1889, le service postal des États-Unis a combiné les bureaux de poste pour les deux villes, et les villes ont été officiellement jointes en tant que "Winston-Salem" en 1913.
La famille Reynolds, homonymes de RJ Reynolds Tobacco Company, a joué un grand rôle dans l'histoire de la vie publique de la ville.
- J.A. et C.E. Bennett Marble and Granite Works a été établi en 1885.
- En 1906, Bennett Bottling Company a produit le Bennett's Cola, "Fine Carbonic Drink". Plus tard, le nom a été changé en Winston-Salem Bottling Works en 1915.

## Géographie
Selon le bureau de recensement des États-Unis, la ville a une surface totale de 283,9 km2, dont 281,9 km2 de terre et 2,0 km2 (0,71 %) d'eau.

## Climat
En janvier, la moyenne est de 3,8 °C, et en juillet, elle est de 25,5 °C. La moyenne des précipitations est de 1 130,8 mm par an.

## Démographie
En date du recensement de 2000, il y avait 185 776 habitants, 76 247 ménages, et 46 205 familles résidant dans la ville. La ville était peuplée de 55,5 % de blancs (8,64 % d'Hispaniques) et de 37,1 % d'afro-américains. La densité de population était de 659 habitants/km².
Parmi les 76 247 ménages, 28 % ont un enfant de -de 18 ans vivant avec eux et 40,2 % des ménages mariés vivant ensemble. Dans la ville, 23,3 % de la population a moins de 18 ans, 11,7 % de 18 à 24 ans, 30,4 % de 25 à 44 ans, 20,9 % de 45 à 65 ans, et 13,7 % ont plus de 65 ans. l'âge moyen est de 35 ans.
Le revenu moyen pour un ménage est de $37 006 USD, le revenu moyen pour une famille de la ville est de $46 595 USD, et le revenu moyen par habitant est de $22 468 USD. 15,2 % de la population soit 11,3 % des familles de la ville vivent au-dessous du seuil de pauvreté américain.
En 1990, la ville comptait 167 254 habitants, en 2000, 185 776 et en 2005, 193 755.
| 1870 | 1880  | 1890   | 1900   | 1910   | 1920   | 1930   | 1940   | 1950   |
| ---- | ----- | ------ | ------ | ------ | ------ | ------ | ------ | ------ |
| 443  | 4 194 | 10 729 | 13 650 | 22 700 | 48 395 | 75 274 | 79 815 | 87 881 |

| 1960    | 1970    | 1980    | 1990    | 2000    | 2010    | - | - | - |
| ------- | ------- | ------- | ------- | ------- | ------- | - | - | - |
| 111 135 | 133 683 | 131 885 | 143 485 | 185 776 | 229 617 | - | - | - |

## Zone métropolitaine
Les villes périphériques mineures et municipalités environnantes sont :
- Bethania
- Clemmons
- Dozier
- Kernersville
- King
- Lewisville
- Midway
- Pfafftown
- Rural Hall
- Seward
- Stanleyville
- Tobaccoville
- Union Cross
- Vienna
- Walkertown
- Wallburg

Les principales villes voisines sont : 
- Greensboro (comté de Guilford)
- High Point (comté de Guilford)

## Économie
Le tissu économique de la ville est dominé par les services et la recherche (nanotechnologies); parmi les industries figurent toutefois les câbles de haute technologie (fibre optique), le textile, les équipements médicaux et électroniques et le tabac (RJ Reynolds Tobacco Company), activité autour de laquelle s’est articulé le développement de la ville. 
Winston-Salem est le siège des sociétés Reynolds American et sa filiale RJ Reynolds Tobacco Company (tabac), Krispy Kreme (fabricant de beignets), BB&T (banque), TW Garner Food Company (fabricant de sauce chili) et Lowes Foods (chaîne de magasins d'épicerie). Wachovia Corporation a été basé à Winston-Salem jusqu'à ce qu'il ait fusionné avec First Union Corporation en septembre 2001; les sièges sociaux de la compagnie sont maintenant combinée à Charlotte (Caroline du Nord). Bien que traditionnellement lié au textile, aux meubles, et aux industries du tabac, Winston-Salem essaye d'attirer de nouvelles entreprises dans le domaine de la haute-technologie. Une partie du centre de la ville a été récemment désignée comme parc de recherche de la Piedmont Triad (Piedmont Triad Research Park devenu Wake Forest Innovation Quarter) pour le développement de la recherche médicale et des technologies de l'information. Actuellement, le parc de recherche subit une expansion, avec des espoirs de jumpstarting sur l'économie de la ville.
Le Wake Forest Baptist Medical Center est le plus grand employeur à Winston-Salem avec un effectif de 11,750 personnes.

### Implantation de Dell
En décembre 2004, la ville a conclu une affaire avec Dell pour construire une usine de fabrication d'ordinateurs dans le sud-est du comté de Forsyth, près de l'intersection de l'Interstate 40 et de l'U.S. Highway 311. Pour attirer Dell, la ville a offert une somme d'argent qui pourrait atteindre les $38 millions USD. L'État a offert des incitations additionnelles d'environ $267 millions USD. Les sommes d'argent versées ont valu un procès et la critique reçue dont celle de Paul Luebke (représentant de l'État de la Caroline du Nord), qui a indiqué : "La Caroline du Nord a nettement sur-payé Dell pour venir ici". En dépit de la polémique, la construction de l'usine a été accomplie pendant l'été 2005, et son ouverture le 5 octobre 2005 avec 350 employés. L'usine ferma ses portes en janvier 2010.

## Éducation
Les écoles du comté de Winston-Salem/Forsyth incluent 43 écoles primaires, 14 collèges et 15 lycées. 
Winston-Salem a également beaucoup d’établissements supérieurs comme: 
- Université de Wake Forest (Wake Forest University), université privée fondée en 1834.
- Université d'État de Winston-Salem (Winston-Salem State University)
- École des arts de l'Université de Caroline du Nord (University of North Carolina School of the Arts)
- Salem College
- Forsyth Technical Community College
- Piedmont International University

## Monuments

### Gratte-ciel
Le plus haut bâtiment de la ville est le 100 North Main Street avec une hauteur de 140 m et ses 34 étages. 

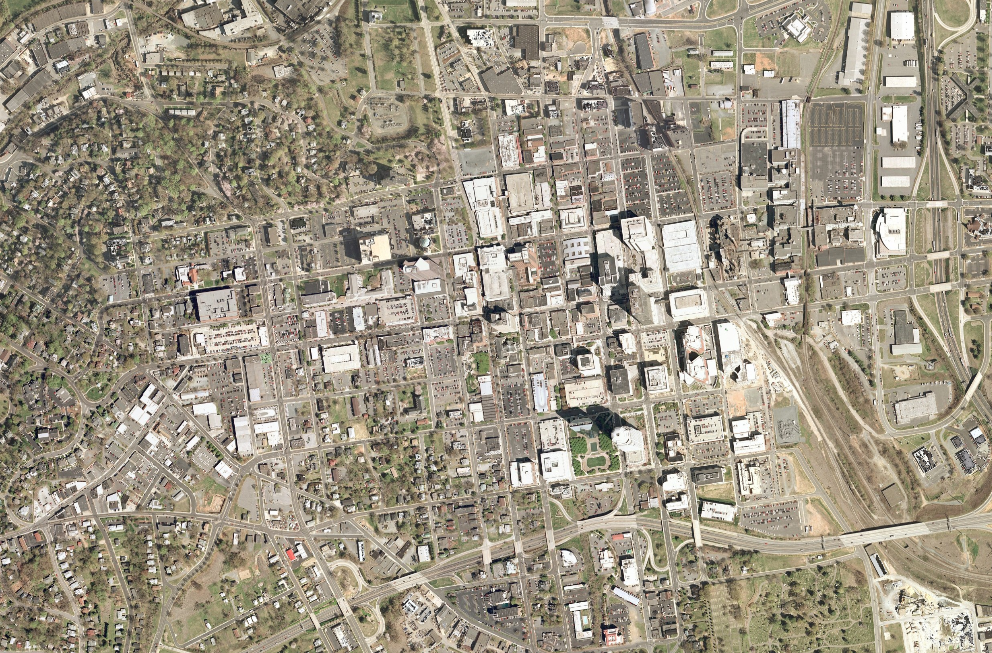
Image satellite du centre-ville (Downtown)

- 100 North Main Street ou Wells Fargo Center : 140 m, 34 étages (1995)
- Winston Tower : 125 m, 29 étages (1965)
- BB&T Financial Center : 104 m, 21 étages (1987)
- GMAC Tower : 101 m, 21 étages (1980)

### Musées
Les musées sont une partie importante de l'héritage de Winston-Salem. Le Reynolda House Museum of American Art (construit par le fondateur de RJ Reynolds Tobacco Company et appartient à Wake Forest University) est le premier musée de la ville. Le Southeastern Center for Contemporary Art (SECCA) est un musée local d'art digne d'intérêt. Le Wake Forest University Museum of Anthropology est un musée anthropologique, maintenu par la Wake Forest University. La ville offre également des endroits pour les enfants, SciWorks est un musée interactif enseignant des bases dans tous les domaines scientifiques. The Children's Museum of Winston-Salem est basé sur la littérature.

### Parc
Le Reynolda Gardens est un jardin de 4 acres (16 150 m2), situé dans une partie de l'ancien domaine de R. J. Reynolds.

## Art
Winston-Salem est souvent désigné sous le nom de la "Ville des arts" ("City of the Arts" en anglais), car ayant le premier arts council des États-Unis, fondé en 1949, et pour les écoles et les attractions d'art locales. Celles-ci incluent le North Carolina School of the Arts, le Piedmont Opera Theater, le Winston-Salem Symphony, le Stevens Center for the Performing Arts, et le Sawtooth Center for Visual Arts. Il y a beaucoup de galeries et d'ateliers dans la zone artistique (art district) de la ville centrée à la Sixth et Trade Street. La ville accueille le National Black Theatre Festival et le Festival international du film RiverRun.

## Sports
Winston-Salem fournit un certain nombre d'attractions sportives. Les Warthogs de Winston-Salem sont une équipe de baseball jouant en Minor League Baseball, l'équipe est affiliée aux White Sox de Chicago (MLB). Ils jouent dans l'historique Ernie Shore Field (6 200 places) et les joueurs les plus connus y ayant joués sont Carlos Lee, Joe Crede, Jon Garland, et Aaron Rowand. L'Université de l'État de Winston-Salem et Wake Forest University ont tous deux des bonnes équipes de basket-ball. Les Wake Forest Demon Deacons (NCAA) jouent dans le Lawrence Joel Veterans Memorial Coliseum (14 665 places pour le basket-ball), une rencontre de Coupe Davis (tennis) y a eu lieu. L'équipe de football américain de l'université joue dans le BB&T Field (31 500 places). Le Bowman Gray Stadium organise le NASCAR Dodge Weekly Series.
En 2011, le tournoi de tennis masculin de New Haven y a été délocalisé, devenant ainsi le Tournoi de tennis de Winston-Salem.

## Commerce
Winston-Salem possède le Hanes Mall, qui est le plus grand centre commercial de la Caroline du Nord, et un des plus grands du sud-est des États-Unis. 
D'autres zones de shopping se sont créées le long de la Peters Creek Parkway (Marketplace Mall), University Parkway, Jonestown Road, North Point Boulevard, Reynolda Road, et Robinhood Road.

## Transports

### Routes

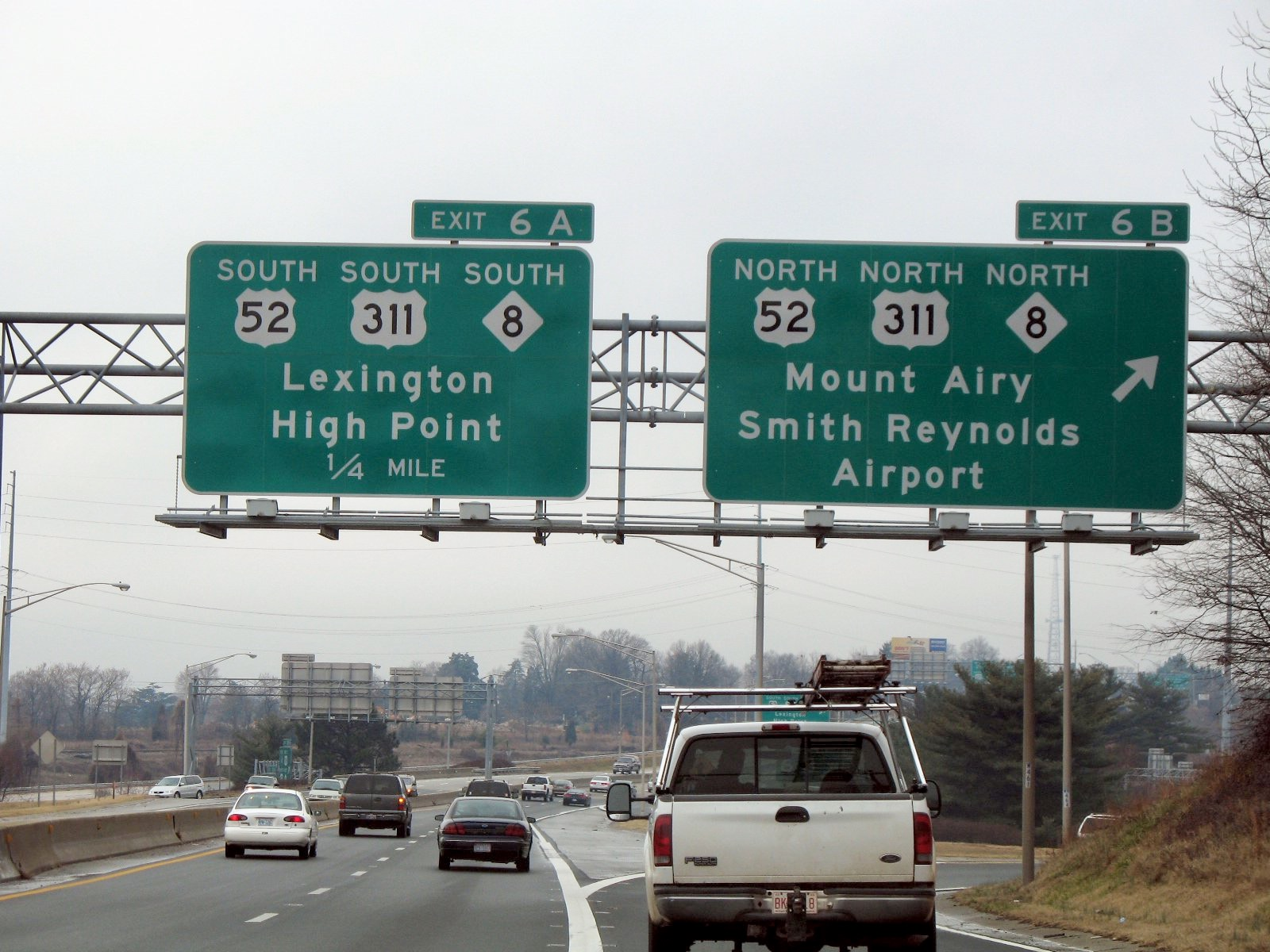
Freeway dans le downtown de Winston-Salem

En 1993, une nouvelle freeway (autoroute) est-ouest est construite au sud du downtown (centre-ville), c'est l'Interstate 40. L'Interstate 40 a été bâtie pour éviter le downtown, elle est aussi appelée Business 40. L'U.S. Highway 52 (partagée avec North Carolina State Highway 8) est l'autoroute nord-sud principale qui traverse le cœur de la ville. L'U.S. Highway 311 est une autoroute qui relie Winston-Salem à High Point. Le département des transports de Winston-Salem projette en 2030 de prolonger l'U.S. Highway 311 vers le nord et de longer l'est de la ville.

### Aéroports
Winston-Salem est desservie par le Piedmont Triad International Airport. L'aéroport désert toute la zone de la Triade de Piedmont, incluant Greensboro et High Point. À 5 km au nord-est du Downtown (centre-ville), il y a un petit aéroport du nom de Smith Reynolds Airport. Chaque année, l'aéroport accueille le air show et il est également le terrain d'aviation du Winston-Salem Composite Squadron, qui est une patrouille aérienne civile.

## Media

### Journaux
Le Winston-Salem Journal est le journal quotidien de force à Winston-Salem. Le Winston-Salem Chronicle est le journal hebdomadaire de la communauté afro-américaine.

### Radio
Stations de radio régionale :
- WFDD, 88.5 FM, Wake Forest University (filiale de NPR)
- WBFJ, 89.3 FM, Music From The Heart (Religieux)
- WSNC, 90.5 FM, Winston-Salem State University
- WXRI, 91.3 FM, Southern Gospel
- WMQX, 93.1 FM, Oldies 93
- WZTX, 101.1 FM, FM Talk 101
- WTQR, 104.1 FM, Country Radio
- WKZL, 107.5 FM, #1 Hit Music Station
- WSJS, 600 AM, News-Talk Radio
- WPIP, 880 AM, Berean Christian School
- WAAA, 980 AM, Oldies
- WPOL, 1340 AM, The Light Gospel Music
- WTOB, 1380 AM, Spanish Radio
- WSMX, 1500 AM, Religious Radio
- WFBJ, 1550 AM, Music From The Heart (Religieux)

### Télévision
Chaînes télévision régionale :
- WFMY-TV, 2, CBS, Greensboro
- WGHP, 8, FOX, High Point
- WXII-TV, 12, NBC, Winston-Salem
- WGPX, 16, Pax, Burlington
- WCWG, 20, WB, Lexington
- WUNL-TV, 26, PBS/UNCTV, Winston-Salem
- WXLV-TV, 45, ABC, Winston-Salem
- WUPN-TV, 48, UPN, Greensboro
- WLXI-TV, 61, TBN, Greensboro

## Personnalités liées à la ville
- Maya Angelou, poète
- Ramin Bahrani (1975-), réalisateur de cinéma né à Wiston-Salem
- Bob Denver, acteur
- Mark Grace, ancien joueur des Chicago Cubs et des Arizona Diamondbacks
- Pam Grier, actrice.
- Josh Howard, joueur de basket-ball
- Patrick O'Sullivan, joueur NHL des Kings de Los Angeles
- Chris Paul, joueur de basket-ball
- B.o.B, rappeur
- Ted Budd, homme politique américain

## Jumelages
- Ungheni (Moldavie)
- Kumasi (Ghana)
- Nassau (Bahamas)
- Shanghai (Chine)
- Buchanan (Liberia)